# Czarna msza
Czarna msza – nazwa ceremonii, która rzekomo miała odbywać się na sabatach czarownic, naśladująca i parodiująca msze katolickie. Główną częścią takiej uroczystości miała być profanacja hostii, a jej finałem orgia.
Zgodnie z Biblią Szatana Antona Szandor LaVeya czarna msza w satanizmie nie jest magicznym rytuałem. Jeżeli zaś jest celebrowana przez satanistów to stanowi formę psychodramy lub satyry z religijnych obrzędów jakiejkolwiek religii.
Opisy magicznych rytuałów związanych z czarną mszą znajdują się tekście Malleus Maleficarum.